# Щёткин, Василий Семёнович
Василий Семёнович Щёткин (?—?) — русский купец и экономист-самоучка начала XIX века. Член правления и директор Императорской Александровской мануфактуры.

## Биография
Происходил из купцов города Ростова (его отец открыл в 1768 году в Ростове купоросное производство); впоследствии перебрался в Петербург. 
Был сторонником протекционизма и видел основной источник богатства страны в укреплении «домашнего производства» и наращивании экспорта в другие страны. Им было издано «Ответное письмо, содержащее в себе нечто о ценности товаров и о курсе» (СПб., 1811. — 62 с.), дополненное в 1812 году во втором издании «с некоторым пояснением торговых ращетов. В нём он высказывался о необходимости казённых беспроцентных ссуд в размере минимум 10 миллионов рублей для развития российской промышленности силами начинающих предпринимателей, которые, по его мнению, не смогут развить своё дело с помощью процентного капитала, а также о запрете ввоза в Россию предметов роскоши. 
Принимая участие в обсуждении денежной реформы, он сделал вывод о взаимосвязи понижения курса национальной валюты и повышения цен на отечественную продукцию, пассивности платёжного баланса.